# UEFA Youth League
Die UEFA Youth League ist ein seit der Saison 2013/14 von der UEFA ausgetragener Fußballvereinswettbewerb. Spielberechtigt sind grundsätzlich A-Junioren (U19-Spieler). Startberechtigt sind jeweils die 36 Nachwuchsteams der an der UEFA-Champions-League-Ligaphase beteiligten Klubs sowie seit der Saison 2024/25 die Jugendmeister der UEFA-Mitgliedsverbände. Der Wettbewerb steht damit, wenn auch mit anderen Zugangskriterien, in der Nachfolge der bereits zweimal auf Privatinitiative ausgetragenen NextGen Series und ist vergleichbar mit der in Südamerika seit 2011 bisher nicht jährlich ausgetragenen Copa Libertadores (U-20), wenngleich Teilnahmebedingungen und Austragungsmodus nicht identisch sind.

## Geschichte
| Saison  | Youth-League-Sieger |
| ------- | ------------------- |
| 2013/14 | FC Barcelona        |
| 2014/15 | FC Chelsea          |
| 2015/16 | FC Chelsea (2)      |
| 2016/17 | FC Salzburg         |
| 2017/18 | FC Barcelona (2)    |
| 2018/19 | FC Porto            |
| 2019/20 | Real Madrid         |
| 2020/21 | nicht ausgetragen   |
| 2021/22 | Benfica Lissabon    |
| 2022/23 | AZ Alkmaar          |
| 2023/24 | Olympiakos Piräus   |
| 2024/25 | FC Barcelona (3)    |

Anfang Dezember 2012 gab die UEFA bekannt, zur Saison 2013/14 die Youth League einzuführen, um jungen Spielern die Möglichkeit zu bieten, internationale Erfahrungen zu sammeln. Zunächst wurde der Wettbewerb zwei Jahre lang ausgetragen. Im September 2014, kurz nach dem Start der zweiten Youth-League-Saison, gab die UEFA bekannt, dass sich die Youth League als dauerhafter Wettbewerb etablieren und ab der Saison 2015/16 in neuem Format ausgetragen wird. Dazu wurde die Teilnehmerzahl von 32 auf 64 aufgestockt, um fortan in einem zweigleisigen Turnier zu spielen, wobei es einmal den Weg der UEFA Champions League und einmal den Weg der nationalen Meister gibt. Im Juni 2023 wurde bekanntgegeben, dass der Wettbewerb im Zuge der Reform der UEFA Champions League ebenfalls angepasst werde und nun alle nationalen Meister antreten werden.

## Spielberechtigung
Spielberechtigt sind grundsätzlich A-Junioren (U19), also in der Saison 2023/24 Spieler des Jahrgangs 2005 oder jünger. Jeder Verein hat eine Liste mit 40 Spielern bei der UEFA einzureichen, die drei Torhüter enthalten muss. Die Liste kann nach dem 1. Spieltag jederzeit bis sieben Tage vor einem Spiel abgeändert werden. Ausnahmsweise können bis zu fünf U20-Spieler (2023/24: Jahrgang 2004) in die Liste aufgenommen werden.

## Modus

### 2013/14 und 2014/15

Logo der UEFA Youth-League bis 2015

Für die Gruppenphase wurde die Gruppeneinteilung und der Spielplan der UEFA Champions League übernommen. Gespielt wurde also in acht Gruppen mit je vier Mannschaften in einem Hin- und Rückspiel. Die Ersten und Zweiten der Gruppen verblieben im Wettbewerb, während die Dritt- und die Viertplatzierten aus dem Europapokal ausschieden.
Waren nach Beendigung aller Gruppenspiele zwei oder mehr Mannschaften punktgleich, entschied (in dieser Reihenfolge)
1. Anzahl Punkte im direkten Vergleich
2. Tordifferenz im direkten Vergleich
3. Anzahl Tore im direkten Vergleich
4. Anzahl Auswärtstore im direkten Vergleich
5. Wenn nach Anwenden der Kriterien 1–4 zwei Mannschaften immer noch den gleichen Tabellenplatz belegten, wurden für diese Teams die Kriterien 1–4 erneut angewendet. Führte dies zu keiner definitiven Platzierung, wurden die Kriterien 6–9 angewendet.
6. Tordifferenz aus allen Gruppenspielen
7. höhere Anzahl erzielter Tore
8. Niedrigere Punktzahl aus gelben und roten Karten (rote Karte = 3 Punkte, gelbe Karte = 1 Punkt, gelb-rote Karte = 3 Punkte)
9. Losentscheid

Nach den Gruppenspielen folgte die Endrunde (im K.-o.-System). Im Gegensatz zur UEFA Champions League wurden die Spiele in der Endrunde nur in einem Spiel entschieden. Die Begegnungen wurden für die einzelnen Finalrunden jeweils separat ausgelost, wobei im Achtelfinale die Gruppensieger auf die Gruppenzweiten trafen und Erstere das Heimrecht genießten. Nicht aufeinandertreffen konnten im Achtelfinale Mannschaften, die schon in der Vorrunde aufeinandergetroffen waren oder dem gleichen Fußballverband angehörten. Ab dem Viertelfinale galten diese Beschränkungen nicht mehr und die Auslosung entschied, welche Mannschaft Gastgeber war. Die Halbfinals und das Endspiel wurden dann in Form eines Endrundenturniers an einem neutralen Ort ausgetragen. Ein Spiel um Platz 3 gab es nicht. Somit musste kein Team mehr als zehn Spiele absolvieren. Bestand nach der regulären Spielzeit Gleichstand, wurde das Spiel direkt durch Elfmeterschießen entschieden.

### 2015/16 bis 2023/24
Ab der Youth-League-Saison 2015/16 wurde der Wettbewerb in einem zweigleisigen System ausgetragen. Dabei gab es zum einen den Weg der UEFA Champions League, in welchem die 32 A-Jugend-Mannschaften der Vereine, die sich für die Gruppenphase der UEFA Champions League qualifiziert hatten, in acht Gruppen à vier Mannschaften gegeneinander antraten. Das Format der vorangegangenen Saisons blieb erhalten, mit dem Unterschied, dass sich nur noch der Gruppenerste jeder Gruppe direkt für das Achtelfinale qualifizierte.
Die Gruppenzweiten traten in einer neu eingeführten Playoff-Runde gegen acht Teams des nationalen Meisterschaftsweges an. Für den Meisterschaftsweg qualifizierten sich die 32 Jugendmeister der stärksten Nationen nach dem UEFA-Klubkoeffizienten. Waren Verbände ohne eine nationale Jugendmeisterschaft dabei, oder war der nationale Meister bereits im Format nach der UEFA Champions League vertreten, rückte die nächststehende Nation im UEFA-Ranking nach. Diese Meister spielten in zwei Qualifikationsrunden mit jeweils einem Hin- und Rückspiel gegen einen jeweils anderen Meister (gleich dem Modus der Qualifikationsrunden zur UEFA Champions League). Die 16 Sieger der ersten Runde spielten in einer zweiten Qualifikationsrunde mit Hin- und Rückspiel die acht Teams aus, welche in den Play-offs gegen die Gruppenzweiten des Champions-League-Weges antraten, dabei wurden die Play-offs in nur einem Spiel entschieden. Die acht Sieger der Play-offs qualifizierten sich für das Achtelfinale, in welchem auch die Gruppenersten des Champions-League-Weges wieder eingriffen. Auch in der K.O.-Phase bis zum Finale wurden alle Sieger in jeweils einem Spiel ermittelt. Die Halbfinals sowie das Finale wurden wie im vorangegangenen Format weiter in einem Miniturnier an einem neutralen Ort ausgespielt.

### Seit 2024/25
Analog zur Reform des Spielmodus der UEFA Champions League und der Erhöhung auf 36 Mannschaften wird der UEFA-Champions-League-Weg angepasst. So gibt es eine Ligaphase, in der jedes Team sechs Spiele bestreitet (drei Heim- und drei Auswärtsspiele), wobei die Begegnungen durch die ersten sechs Spieltage der UEFA Champions League festgelegt werden. Die Teams, die in der ligaweiten Tabelle die Plätze 1 bis 22 belegen, qualifizieren sich für das Sechzehntelfinale.
Der Meisterweg wird auf alle Meister der UEFA-Mitglieder ausgeweitet und umfasst nun drei Runden, die in Hin- und Rückspielen ausgetragen werden. Die jeweiligen Jugendmeister steigen je nach der Platzierung des nationalen Verbandes in der 5-Jahreswertung entweder in der ersten oder zweiten Runde ein. Wenn ein Meister bereits für den UEFA-Champions-League-Weg qualifiziert ist, rückt die zweitplatzierte Mannschaft nach. Die zehn Sieger der 3. Runde treffen im Sechzehntelfinale auf die Mannschaften, die die Ligaphase auf Platz 7 bis 16 abgeschlossen haben. Die Mannschaften auf Platz 1 bis 6 der Ligaphase treffen auf die Teams von Platz 17 bis 22. Ab dem Sechzehntelfinale werden die Spiele in einem Spiel entschieden. Weiterhin finden die Halbfinals und das Finale an einem neutralen Ort statt.

## Trophäe
Die Trophäe der UEFA Youth League ist nach dem UEFA-Ehrenpräsidenten Lennart Johansson benannt.